# Zero-G
Zero-G, Inc. (яп. 株式会社ゼロジー кабусики гайся дзэро дзи:) — японская аниме-студия, основанная в июне 2011 года. Располагается в Сугинами, Токио.

## Работы

### ТВ-сериалы
| Название                                     | Канал               | Начало трансляции | Конец трансляции | Количество эпизодов | Заметки | Примечания           |
| -------------------------------------------- | ------------------- | ----------------- | ---------------- | ------------------- | --- | -------------------- |
| Battery                                      | Fuji TV (Noitamina) | 14 июля 2016      | 22 сентября 2016 | 11                  | По роману Ацуко Асано. | [ 2 ] [ 3 ] [ 2 ]    |
| Piace: Watashi no Italian                    | Tokyo MX            | 11 января 2017    | 29 марта 2017    | 12                  | По манге Ацуко Ватанабэ. | [ 4 ]                |
| «Цугумомо»                                   | Tokyo MX            | 3 апреля 2017     | 19 июня 2017     | 12                  | По манге Ёсикадзу Хамады. | [ 5 ] [ 6 ] [ 7 ]    |
| Dive!!                                       | Fuji TV (Noitamina) | 6 июля 2017       | 21 сентября 2017 | 12                  | По роману Это Мори. | [ 8 ] [ 9 ]          |
| Nil Admirari no Tenbin: Teito Genwaku Kitan  | Tokyo MX            | 8 апреля 2018     | 24 июня 2018     | 12                  | Экранизация визуального романа, разработанного командой Otomate, являющейся филиалом японской компании по разработке видеоигр Idea Factory | [ 10 ] [ 11 ] [ 12 ] |
| Doreiku                                      | BS11                | 13 апреля 2018    | 29 июня 2018     | 12                  | По мотивам манга-адаптации одноимённой серии романов Синъити Окады, иллюстрированной Хирото Оиси. Совместно с TNK.                         | [ 13 ] [ 14 ] [ 15 ] |
| One Room Second Season                       | Tokyo MX            | 3 июля 2018       | 25 сентября 2018 | 13                  | Оригинальная работа студии. Продолжение One Room.                                                                                          | [ 16 ] [ 17 ]        |
| Grand Blue                                   | MBS                 | 14 июля 2018      | 29 сентября 2018 | 12                  | По мотивам манги Кэндзи Иноуэ. | [ 18 ] [ 19 ]        |
| The Idolmaster SideM Wake Atte Mini!         | Tokyo MX            | 9 октября 2018    | 25 декабря 2018  | 12                  | По манге, иллюстрированной Сумэраги. Спин-офф The Idolmaster SideM.                                                                        | [ 20 ]               |
| Rinshi!! Ekoda-chan                          | Tokyo MX            | 8 января 2019     | 26 марта 2019    | 12                  | По четырёхпанельной манге Юкари Такинами. Только четвёртый эпизод.                                                                         | [ 21 ]               |
| My Roommate Is a Cat                         | AT-X                | 9 января 2019     | 27 марта 2019    | 12                  | По манге Минацуки и Аса Футации. | [ 22 ] [ 23 ]        |
| Science Fell in Love, So I Tried to Prove It | Tokyo MX            | 10 января 2020    | TBA              | 12                  | По манге Алифреда Ямамото. | [ 24 ] [ 25 ]        |
| Tsugu Tsugumomo                              | TBA                 | Апрель 2020       | TBA              | TBA                 | Продолжение к Tsugumomo. | [ 26 ] [ 27 ]        |

### ONA
| Название                       | Режиссёр(ы)     | Премьера    | Завершение | Количество эпизодов | Заметки                     | Примечания    |
| ------------------------------ | --------------- | ----------- | ---------- | ------------------- | --------------------------- | ------------- |
| Zashiki-Warashi no Tatami-chan | Рэнсукэ Осикири | апрель 2020 | TBA        | TBA                 | Оригинальная работа студии. | [ 28 ] [ 29 ] |

### OVA
| Название                             | Режиссёр(ы)    | Дата выхода    | Количество эпизодов | Заметки                          | Примечания |
| ------------------------------------ | -------------- | -------------- | ------------------- | -------------------------------- | ---------- |
| One Room Second Season               | Синъитиро Уэда | 30 Ноября 2018 | 1                   | DVD спешл                        | [ 30 ]     |
| The Idolmaster SideM Wake Atte Mini! | Манкю          | 22 марта 2019  | 1                   | DVD спешл                        |            |
| «Цугумомо»                           | Рёити Курая    | 22 Января 2020 | 1                   | Эпизод OVA в комплекте с мангой. | [ 31 ]     |

### Полнометражные
| Название                         | Режиссёр(ы)    | Премьера | Заметки                          | Примечания |
| -------------------------------- | -------------- | -------- | -------------------------------- | ---------- |
| Kukuriraige -Sanxingdui Fantasy- | Фумикадзу Сато | TBD      | Первый анимационный фильм студии | [ 32 ]     |